# Боллей, Помпей
Помпей Александр Боллей (нем. Pompejus Alexander Bolley; 1812—1870) — немецкий химик и педагог; профессор Политехнической школы в городе Цюрихе.

## Биография
Помпей Боллей родился 7 мая 1812 года в городе Гейдельберге.
С 1830 по 1836 год изучал минералогию, химию и горное дело в университете родного города.
В 1838 году Боллей получил назначение на должность профессора химии в городе Арау и был назначен проректор уездном училище. затем преподавал в Швейцарской высшей технической школе в Цюрихе.
Его труд озаглавленный «Handbuch der chem. techn. Untersuchungen» (5 изд. Лейпциг, 1879 год), так же как и в сотрудничестве с другими составленный курс химической технологии «Handb. der chemisch. Technologie» (8 т.), пользовались широкой известностью в XIX веке.
Множество его работ опубликованы в «Liebigs Annalen» и в редактировавшихся им «Schweiz. Gewerbeblätt.» (1841—1854) и «Schweiz. Polytechn. Zeitschr.» (1856 и сл.).
Помпей Александр Боллей умер 3 августа 1870 года в Цюрихе.